# Nhà thờ Thánh Margaret, Westminster
Nhà thờ Thánh Margaret, tu viện Westminster nằm trong khuôn viên của tu viện Westminster thuộc Quảng trường Nghị viện ở thủ đô Luân Đôn, vương quốc Anh. Nó là nhà thờ giáo xứ của Hạ Nghị viện Vương quốc Liên hiệp Anh và Bắc Ireland cho đến năm 1972 được dành riêng cho Thánh Margaret Trinh nữ và là một phần của Di sản thế giới được UNESCO công nhận cùng với Cung điện và tu viện Westminster.

## Lịch sử và mô tả
Nhà thờ được thành lập vào thế kỷ 12 bởi các tu sĩ dòng Thánh Bênêđích (Biển Đức) cho những giáo dân sống tại khu vực xung quanh tu viện.